# Виктор Эммануил I
Виктор Эммануил I (итал. Vittorio Emanuele I, Витторио Эмануэле I; 24 июля 1759, Турин — 10 января 1824, Монкальери, Италия) — король Сардинского королевства и герцог Савойский в 1802—1821 годах.

## Биография
Третий сын Виктора Амадея III и Марии Антуанетты Бурбонской. До вступления на престол носил титулы герцога Аоста, маркиза ди Риволи, маркиза ди Пьянецца.
Вступил на престол в 1802 году после отречения его брата Карла Эммануила IV. После оккупации французами Пьемонта в 1802 году, находился большей частью на острове Сардиния. Там он провел первые двенадцать лет своего правления, так как Пьемонт, Ницца и Савойя были аннексированы Францией.
После падения Наполеона Виктор Эммануил I возвратился в 1814 году в Турин. По Парижскому мирному договору 1815 года прежние владения Савойского королевства были восстановлены. На следующий день после возвращения король обнародовал эдикт, которым отменялись все французские учреждения и законы, возвращались дворянские должности, должности в армии, феодальные права и уплата десятины.
После французского присутствия в Пьемонте усилилось либеральное движение.
Вскоре после начала солдатских революций в Испании и Неаполе начались революционные волнения в Пьемонте. Виктор Эммануил не желал идти на конституционные уступки и, не зная, что делать, отрекся от престола в пользу младшего брата Карла Феликса и уехал в Ниццу.
23 сентябр 1800 года был награждён орденом Св. Андрея Первозванного.

## Семья
Виктор Эммануил женился 25 апреля 1789 года на эрцгерцогине Марии Терезе Австрийской-Эсте, принцессе Моденской (1773—1832), дочери герцога Модены Фердинанда. Дети:
- Мария Беатриса (1792—1840), с 1812 года замужем за своим дядей Франческо IV д’Эсте, герцогом Моденским (1779—1846)
- Мария Аделаида (1794—1802)
- Карл Эммануил (1796—1799)
- Мария Тереза (1803—1879), с 1820 года замужем за Карлом II Пармским (1799—1883)
- Мария Анна (1803—1884), с 1831 года замужем за императором Австрии Фердинандом I (1793—1875)
- Мария Кристина (1812—1836), с 1832 года замужем за королём Обеих Сицилий Фердинандом II (1810—1859)